# Kálamos (communauté)
Kálamos, en grec moderne : Κάλαμος, est un village et une ancienne communauté sur l'île du même nom, district régional de Leucade, en Grèce. Depuis 2010, il est fusionné au sein du dème de Leucade.
Selon le recensement de 2011, la population de la communauté compte 496 habitants tandis que celle du village s'élève à 454 habitants.